# Brian Calzini

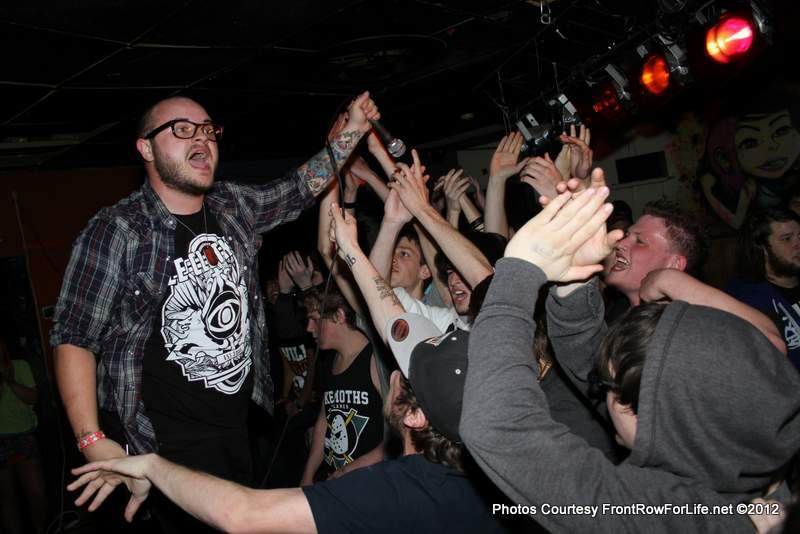
Brian Calzine während eines Konzertes seiner Band

Brian Calzini (* 25. Oktober 1985 in Ocala, Florida) ist ein US-amerikanischer Musiker. Er ist Gründer der Bands Sleeping with Sirens und We Are Defiance sowie ein ehemaliger Sänger bei Paddock Park.

## Karriere

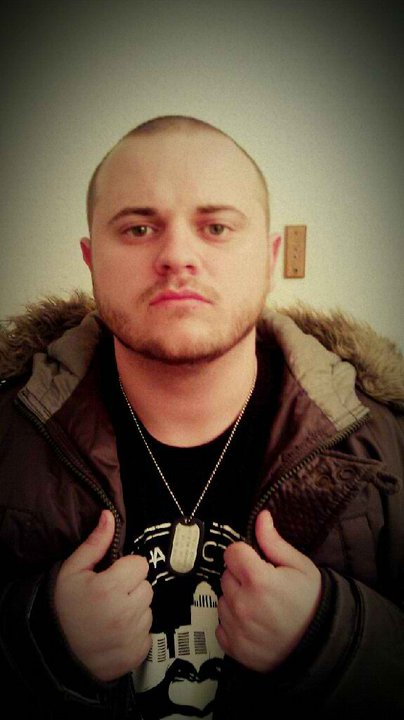
Brian Calzini

Calzinis musikalische Karriere begann mit dem aus Spaß aufgenommenen Lied I’ll Swing My Fist, welches er gemeinsam mit Tom Denney aufnahm. Dieses lud er in sein MySpace-Profil und nachdem immer mehr Hörer das Lied positiv bewerteten, gründete er Boston B als Solo-Projekt. Er zeigte einer Band aus Ocala, welche bis dato völlig unbekannt war, seine Werke und machte so aus seinem Ein-Mann-Projekt eine Band. Gemeinsam veröffentlichten sie die EP False Hope, noch unter dem Namen Boston B, welcher später in Paddock Park geändert werden sollte. Bei Paddock Park fungierte er als Songwriter und Komponist. Er schrieb alle Texte und komponierte alle Lieder des Debütalbums A Hiding Place for Fake Friends. Da die übrigen Musiker bei Paddock Park keine Ahnung hatten, wie man Tourneen organisiert, kümmerte Calzini sich auch darum. Nach monatelangen Tourneen wurde Calzini aus der Band geworfen. Kurz danach gab diese in Plano/Texas ein Konzert. Er sah sich dieses an, weil er sehen wollte, wie die Band ohne ihn spielte. Kurz darauf beschloss der zweite Sänger, die Band zu verlassen, da dieser genug von den Tourneen hatte und eine Familie gründen wollte. Gemeinsam ließen sie die Band während ihrer Tour in Texas zurück.
Mit Sleeping with Sirens veröffentlichte Calzini ein paar Demo-CDs, da er die Gruppe noch vor der Produktion des Debütalbums With Ears To See And Eyes To Hear verließ, um sich auf die Arbeit mit seiner Band We Are Defiance zu konzentrieren. Der Name der Gruppe, so der Sänger, sei eine Kombination aus dem Namen des Theaterstückes das Defiance hieß und I Am Legend mit Will Smith. Er arbeitete gemeinsam mit der Band und dem Produzenten Tom Denney, einem ehemaligen Musiker der Band A Day to Remember an dem Debütalbum, welches Trust in Few heißt und bei Tragic Hero Records produziert und am 15. März 2011 veröffentlicht wurde. Auch eine Veröffentlichung in Deutschland ist erfolgt.
Er spielte auch bereits auf Konzerten mit A Day to Remember. Calzini und Denney sind seit dem Highschool-Alter befreundet. 
We Are Defiance lösten sich 2015 auf.
Im Jahr 2022 spielt er sich selbst in der Netflix-Fernsehserie Der meistgehasste Mann im Internet.

## Musikalische Einflüsse
Bevor Calzini begann sich mit Post-Hardcore auseinanderzusetzen, war er begeisterter Fan von Hip-Hop und Nu Metal. Zu seinen musikalischen Einflüssen zählt er A Day to Remember, da er einige Zeit mit dem Sänger in einer Wohnung lebte.

## Privates
Zurzeit lebt Calzini in Ocala/Florida und ist mit Brittany Clemons liiert. Im August 2014 wurde Calzini Vater einer Tochter.

## Diskographie

### Mit Paddock Park
- 2007: False Hope (EP unter dem Namen Boston B)
- 2008: A Hiding Place for Fake Friends (Eulogy Recordings)

### Mit Sleeping with Sirens
- 2009: mehrere Demo-Veröffentlichungen

### Mit We are Defiance
- 2011: Trust in Few (Tragic Hero Records)

#### Unveröffentlichte Medien
Gemeinsam mit We are Defiance, dem Ex-Gitarristen Tom Denney von A Day to Remember und dem derzeitigen Sänger der Band Sleeping with Sirens, Kellin Quinn, wurde das Lied Airplanes des Rappers B.o.B. gecovert. Es ist bisher auf keiner CD der Band erschienen und wurde nur kurzzeitig als Gratis-Download über Twitter angeboten. Das Cover ist auf der Video-Plattform YouTube zu finden.

## Filmografie
- 2022: Der meistgehasste Mann im Internet als er selbst